# Benådning
Benådning (Pardon) er i juridisk sammenhæng fritagelse fra eller nedsættelse af en pådømt straf.
I Danmark er benådning reguleret ved 1953-Grundlovens paragraf 24 hvor der står "Kongen kan benåde og give amnesti. Ministrene kan han kun med folketingets samtykke benåde for de dem af rigsretten idømte straffe."
Dansk benådning er set ved Retsopgøret efter besættelsen hvor to dødsdømte kvinder fik ændret straffen til livsvarigt fængsel. De blev senere løsladt.